# Петко Зидаров
Петко Димитров Зидаров, известен като Хашлака, е български революционер, деец на Вътрешната македоно-одринска революционна организация.

## Биография
Зидаров е роден в тракийското село Цикнихор в 1874 година. Учи в родното си село. След сбиване, нападнат от четирима турци през 1897 г., преминава границата и идва в България. Скита се във Варненско и работи на непостоянна работа. През 1901 г. научава, че във Варна се провежда военно обучение и подготовка на четници в която се включва и той. В началото на януари 1903 г. идва в Бургас. След два дни престой, заминава за Аланкайряк (Ясна поляна), където се сформира чета. Влиза във ВМОРО и последователно е четник при Михаил Герджиков, Кръстьо Българията, а по-късно е подвойвода на Цено Куртев. На конгреса на Петрова нива Зидаров е включен в четвърти въстанически участък и е зачислен към четата на Цено Куртев. През Илинденско-Преображенското въстание в 1903 година участва в нападенията срещу Маджура, Инеада и Ахтопол. Един от участниците в опита за атентат на жп линията Синекли-Черзекьой.
Умира на 27 януари 1960 година във Варна.